# كونستانتين دياتشينكو
كونستانتين دياتشينكو هو لاعب كرة قدم روسي في مركز الوسط، ولد في 11 سبتمبر 1975 في فولغوغراد في روسيا. لعب مع أورالان إليستا وروتور فولغوغراد وموردوفيا سارانسك.